# Якутские стрелки

Памятник у озера Ильмень в пос. Устрека.

Якутские стрелки — воины 3-й, 19-й и 40-й отдельных лыжных бригад в составе 12-го гвардейского стрелкового корпуса, сформированных в основном из жителей Якутии.

## История
Бригады, сформированные в Уральском военном округе из якутян-охотников, прибыли на Северо-Западный фронт 15 февраля 1943 года и почти сразу вступили в бой.
В период с 23 по 25 февраля 1943 года войска 27-й армии Северо-Западного фронта проводили наступательную операцию на всём фронте с целью разгрома старорусской группировки противника и выходом в направлении на Шимск.
Перед 19-й и 3-й отдельными лыжными бригадами, входившими в состав 12-го гвардейского стрелкового корпуса и имевшими в своём составе до 40% якутов, ставилась задача: глубоким обходом через Ильмень захватить деревни в устьях рек Псижа и Перехода — Устрека, Ужин и мысом восточнее; после овладения Борисовом, Большим Ужином, Большим Вороновом, Балагижей наступать на Старую Руссу и перерезать шоссейную дорогу Старая Русса — Шимск. Полностью выполнить задачу воинам не удалось.
23 февраля началось наступление. Бойцы лыжных бригад в белых маскхалатах совершили марш с полной боевой выкладкой. Скорость движения составляла 2-3 километра в час. Район сосредоточения находился у пункта Маяк Железный на южном берегу озера. 19-я бригада вышла оттуда 22 февраля в 23 часа. Преодолев 30 км, бригада потеряла связь с остальными частями корпуса. 
На рассвете 2-й батальон при поддержке артиллерии, доставленной на аэросанях, атаковал немецкие позиции в деревне Ретлё и после короткого боя овладел ею. Однако 1-й и большая часть 3-го батальона, атаковавшие деревни Устрека и Заднее поле, не смогли в течение ночи развернуться в боевой порядок и выйти к берегу, были обнаружены противником и прижаты ко льду массированным огнём, под которым находились до вечера 23 февраля.
Противник находился на высоком ильменском берегу, а якутские стрелки вынуждены были наступать на открытом пространстве по замёрзшему Ильменю. При подходе к берегу на якутов была обрушена артиллерия, одновременно шли бомбёжки с воздуха. 
Во второй половине дня части 2-го и 3-го батальонов, развивая наступление из д. Ретлё, отбили деревни Горка и Конечек. После этого они предприняли атаку с фланга на немецкие позиции в д. Устрека, чтобы выручить 1-й и 3-й батальоны. Однако эта попытка была сорвана немецкой контратакой из района Буреги-Солобско.
К концу дня немцы, подтянув резервы, предприняли вторую атаку, поддержанную авиацией и артиллерией. В ходе неё остатки 2-го и 3-го батальонов, истратившие боеприпасы, были выбиты из занятых деревень и прижаты к берегу. Командир 2-го батальона был ранен. Штаб корпуса потерял связь с батальонами. К вечеру 23 февраля 19-я бригада имела до 30% потерь в личном составе. Ночью батальоны отошли и через озеро вернулись в пункт сосредоточения.
25 февраля 19-я бригада была переброшена в район Взвада
С 27 февраля по 2 марта бригада участвовала в боях за Балагиженскую укреплённую позицию.
В боях за Ильмень, продолжавшихся до 10 марта, бригада понесла огромные потери и была расформирована, остатки её влились в 150-ю стрелковую дивизию, которая прошла путь до Берлина и штурмовала рейхстаг.

## Памятники
- 20 ноября 1968 года у дороги от озера Ильмень до деревни Буреги был установлен обелиск. На памятнике надпись: «Вечная слава воинам-якутянам, погибшим в боях за освобождение Старорусского района от немецко-фашистских захватчиков в 1943 году». В день открытия памятника члены делегации Якутии высыпали на фундамент горсть земли и вылили ленскую воду в Ильмень.
- 19 мая 2000 года у озера Ильмень в пос. Устрека состоялось открытие мемориала братского захоронения воинов-якутян, погибших при штурме озера зимой 1943 года. Автор проекта — Д. Саввинов. Нижняя часть памятника, выполненная из мрамора, символизирует расколотую льдину, по всему периметру которой располагается шесть 8-метровых стел, изображающих каркас северного жилища, которое якуты называют ураса. Внутри сооружения находятся гранитные плиты, напоминающие саркофаг (так ранее в Якутии хоронили умерших). Именно на этих плитах и высечены имена погибших — около 250 фамилий[1] Но предполагается, что погибло их намного больше[2].
- В Якутске возведён мемориал, получивший название «Журавли над Ильменем»[3].

## В литературе
Известный якутский поэт Сергей Васильев написал поэму „Священный Ильмень“, посвятив её подвигу земляков.
Священный Ильмень 

Те года, 
 Когда твоя вода 

Плакала 

Мученьями 

людскими, 

И ржавела кровью 

Как руда …

## В кино
- 5 мая 2005 года в Саха академическом театре им П. А. Ойунского произошла презентация фильма «Журавли над Ильменем» (производство «Сахафильм», режиссёр Н. Аржаков), посвященного подвигу воинов-якутян[5].
- Фильм «Журавли над Ильменем» транслировался также на канале «Культура»[6].
- В 2008 году вещательная компания «Саха» сняла документальный фильм «Живые голоса войны». Одна из серий была посвящена гибели 19-й бригады.

## Память
- В память об отдельной 19-й бригаде одна из улиц Старой Руссы стала называться улицей Якутских стрелков.
- В Якутске одна из улиц получила название Ильменской в память о боях земляков на озере Ильмень.
- Ежегодно проводится «Лыжный десант», в котором принимают участие учащиеся из Старой Руссы, Старорусского района и Якутии[7][8].
- В народной памяти жителей Якутии трагедия на озере Ильмень осталась как самая кровопролитная для якутян военная операция за все время Отечественной Войны 1941-1945 гг.